# Шао Ївень
Шао Ївень (10 березня 1995) — китайська плавчиня.
Учасниця Олімпійських Ігор 2012 року на дистанціях 400 і 800 метрів вільним стилем. Посіла, відповідно, 14-те і 9-те місця і не потрапила до фіналів.